# Курокава (станция, Канагава)
Станция Курокава (яп. 黒川駅 курокава эки) — железнодорожная станция на линии Тама, расположенная в городе Кавасаки, префектуры Канагава. Станция была открыта 1-го июня 1974 года. Нынешнее здание станции построено в 2006 году.

## Планировка станции
2 пути и две платформы бокового типа.
| 1 | ■ Линия Тама | Одакю-Тама-Центр, Каракида |
| 2 | ■ Линия Тама | Син-Юригаока, Синдзюку     |

## Близлежащие станции
| «          |            | Линия                           |            | »          |
| Линия Тама | Линия Тама | Линия Тама                      | Линия Тама | Линия Тама |
| ---------- | ---------- | ------------------------------- | ---------- | ---------- |
| Курихира   |            | Section Semi Express (区間準急) |            | Харухино   |
| Курихира   |            | Local (各駅停車)                |            | Харухино   |